# Ashot Ashkelon Industries
Ashot Ashkelon Industries (en hebreo: עשות אשקלון) es un fabricante israelí que produce engranajes, transmisiones y cajas de cambios para la industria aeroespacial, armamentística, y automotriz de Israel. Ashot es una empresa filial del conglomerado Israel Military Industries (IMI). La compañía cotiza en la Bolsa de Tel-Aviv. La compañía tiene 560 empleados.

## Historia

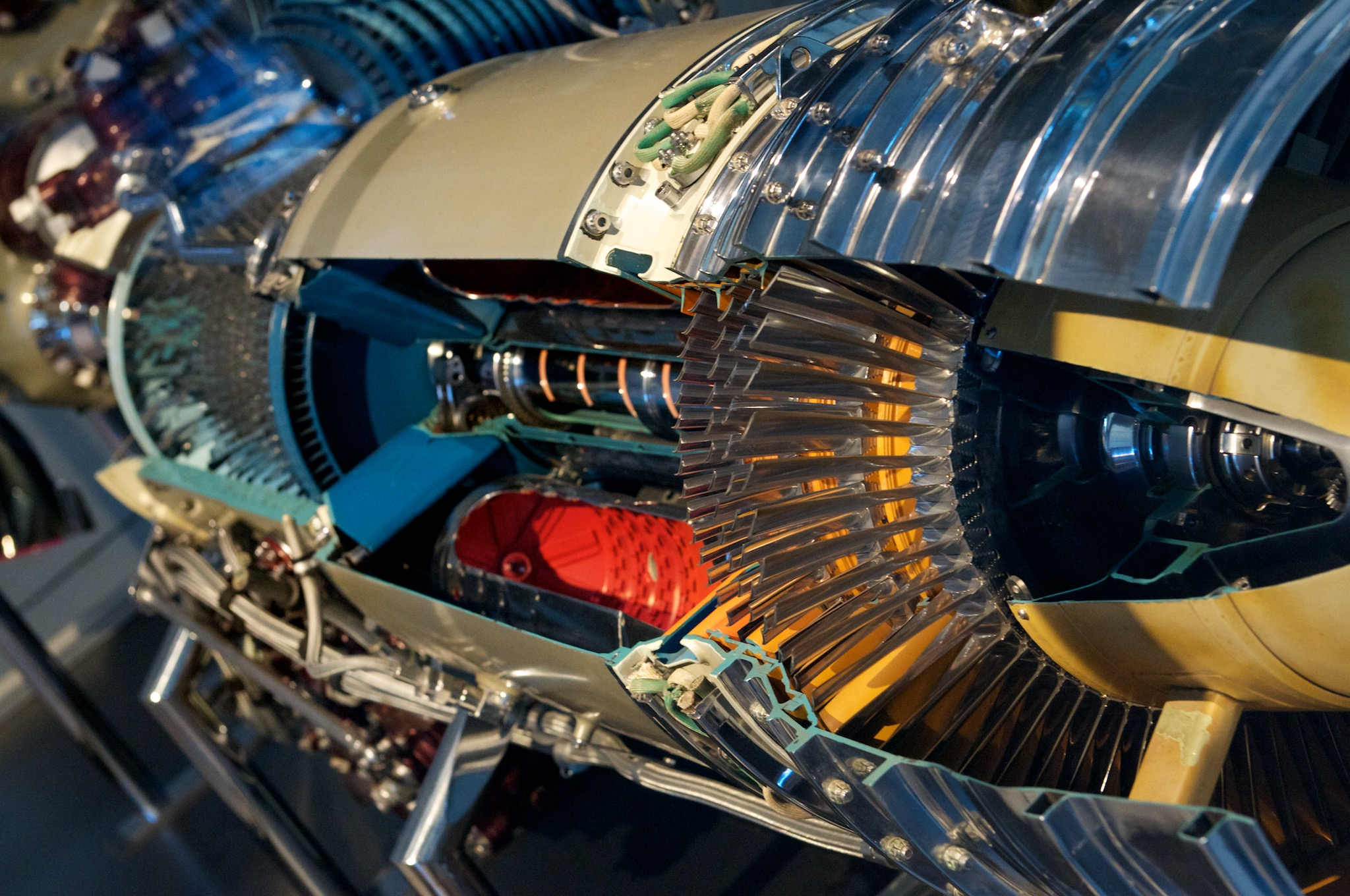
Ashot suministró piezas para el motor de reacción Allison.

Ashot Ashkelon Industries fue fundada en 1951 como Kaiser-Ilin Industries por el empresario Efraim Ilin. Inicialmente era una fábrica creada para ensamblar automóviles Kaiser-Frazer y camiones Mack bajo licencia. Kaiser-Ilin tenía dos plantas de producción, una en Haifa, inaugurada en 1951, donde se encontraba la línea de ensamblaje de vehículos, y otra en Ascalón, creada en 1960 para la fabricación de repuestos para equipos automotrices, engranajes y maquinaria metalúrgica. Durante la década de 1960, la empresa tuvo dificultades financieras, y se cerró la línea de montaje de vehículos; la planta de Ascalón continuó funcionando con pérdidas. En 1967, el negocio fue adquirido por Israel Military Industries (IMI), y su nombre cambió a Ashot Ashkelon Industries. En 1990, Ashot firmó un contrato de suministro a largo plazo con Boeing para fabricar sistemas de transmisión utilizados en los mecanismos del timón de los aviones Boeing 747 y Boeing 757.
En 1992, la compañía recibió una oferta pública de adquisición de acciones en el mercado de valores de Tel Aviv. Ese mismo año, la compañía firmó un acuerdo con un plazo de 20 años, con la fábrica de motores Allison (en ese momento Allison era una compañía filial de General Motors), para fabricar piezas para 20 tipos diferentes de motores. Se estimó que el acuerdo representaba un ingreso económico potencial total de entre unos 100 a 140 millones de dólares estadounidenses.
En 2007, Ashot ganó una licitación para fabricar el tren de transmisión y la suspensión hidromecánica que permite la movilidad terrestre, para el carro de combate Merkava Mk IV, y el vehículo de combate de infantería Namer.
En 2011, Ashot adquirió la fábrica de engranajes Reliance con sede en Illinois, un fabricante de engranajes personalizados y de precisión que se fundó en 1965, y que hoy funciona como una empresa filial propiedad de Ashot.

## Productos fabricados por la empresa
Estos son algunos de los productos fabricados por la empresa:

### Industria aeroespacial
- Depósitos de combustible.
- Impulsores.
- Motores de aviones a reacción.
- Sistemas de elevación.
- Trenes de aterrizaje.

### Industria de defensa
- Proyectiles perforantes.

### Industria automotriz
- Cajas de cambios
- Embragues
- Engranajes
- Ejes motrices
- Ejes de transmisión
- Suspensiones
- Transmisiones automáticas